# Renault R28
A Renault R28 egy Formula–1-es versenyautó, mellyel az egyik konstruktőr, az ING Renault F1 versenyzett a 2008-as évben. Pilótái a csapathoz visszatérő Fernando Alonso és az újonc Nelson Piquet Jr. voltak.

## A kezdetek

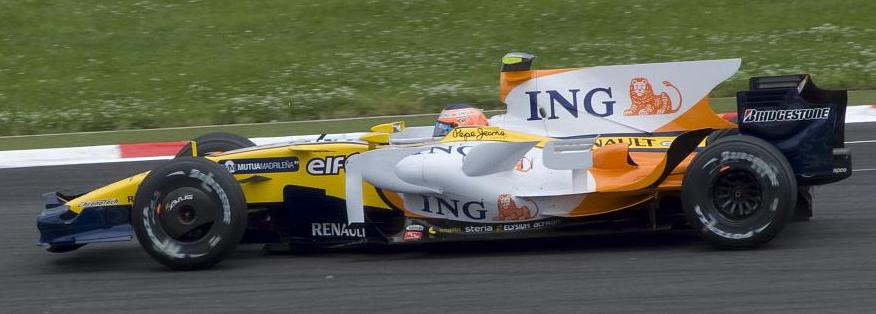
Az új fejlesztések a francia nagydíjon

A Hondához hasonlóan a Renault egy héttel az ausztrál nagydíj előtt mindkét versenyzőjével megérkezett Valenciába és Fernando Alonsónak adta az R28 első köreit 2008. január 21-én. A Renault másik pilótája ebben az évben a csapat egykori tesztpilótája, Nelsinho Piquet lett. Tesztpilótái Lucas di Grassi, Romain Grosjean és a volt Spykeres pilóta Jamamoto Szakon lettek.

## Tervezés
Az R28-as autón lévő orrelem és az első légterelő szárny csatlakozása teljesen eltér a tavalyi évben használt megoldástól, hiszen a korábban függőleges pozícióban kialakított rögzítő elemek irányultsága most sokkal jobban közelítenek a vízszintes pozícióhoz. Ezzel az újítással együtt lehetővé vált egy teljesen új formát öltött középső szekció kialakítása is, amely az első légterelő szárny vízszintes eleme alatt figyelhető meg. Ezen módosítással nemcsak az autó orrának merevségén, és annak aerodinamikai megbízhatóságán igyekeztek javítani a Renaultnál, hiszen minden az első légterelő elemekről leváló légáramlatoknak a kerékfelfüggesztésre gyakorolt aerodinamikai hatása is javult. A légterelő szárny alatt kialakított „kanálszerű" kinövéssel pedig az autó orra alatt, a padlólemez felé haladó légáramlatok hatékonyságán javítottak.
Az első légterelő szárnynál megmaradt a felső extra kiegészítő profil, amely az autó orra felett ível át. Ez utóbbi és az orrkúpja között fellelhető továbbá egy rögzítő elem, amely a száguldás közben az első szárnyról leváló légáramlatok által keltett erőhatás ellenére megakadályozza a felső lemez túlzott mértékű elmozdulását, biztosítva ezzel az autó elülső részének aerodinamikai stabilitását. Az oldalsó kocsiszekrény előtt helyet foglaló homloklemezek sem maradtak érintetlenül, ami egyrészt az előzőekben említett új első légterelő szárny, valamint a továbbfejlesztett első kerékfelfüggesztés által hordozott aerodinamikai karakterisztikához kell, hogy igazodjon, másrészt pedig a módosított oldalsó karosszériaelemek is indokolttá tették ennek a két légterelő lapnak az új formában történő megjelenését. Nemcsak a vonalvezetés tekintetében fedezhetőek fel változások, hanem az orr alatt lévő fordítólemezek rögzítési módjában is, ami egy kissé a McLaren által alkalmazott megoldást engedi sejteti. A kocsiszekrény hátsó részénél kiemelkedő kiegészítő légterelő szárnyak az R28-as esetében egy könnyen kivehető alaplapon kaptak helyet, melynek köszönhetően sokkal nagyobb szabadságfokkal rendelkeznek majd a fejlesztések során.

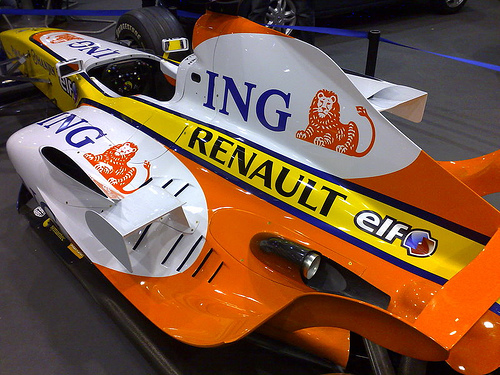
Fernando Alonso R28-as versenygépe.

Az oldalsó karosszériaelemek karcsúbb vonalvezetésben készültek el, vagyis szűkebb ívben tartanak az autó hátsó része felé, a kémények és a felfelé néző légterelő lemezek igencsak hasonlítanak a Honda által 2007-ben használt megoldáshoz. A könnycseppformához hasonlítható kipufogó-burkolatot megtartották a tavalyi autóról, de a kipufogót a motorburkolat alatt kissé mélyebbre építették. Az autó hátsó részénél történt karcsúsítás mellett azonban igyekeztek szem előtt tartani, hogy az alacsonyabb építésű kipufogórendszerből kiáramló meleg levegő ne tegyen kárt a hidraulikai elemekben. A szűkebbre épített hátsó traktus ellenére viszont megfelelő szélességű szekciót biztosítottak a hátsó kerékfelfüggesztés elemei számára, amelyek az első kerékfelfüggesztésnél alkalmazott megoldáshoz hasonlóan csatlakozik a sebességváltóhoz. A versenyautó hátsó részének menetstabilitásáért is felelős diffúzor, valamint a hátsó fékek hűtésében jelentős szerepet játszó légbeömlő nyílások hasonló külsőt kaptak, mint a 2007-es modellnél.
Az autó festése a 2007-eshez hasonló maradt: a névadó ING Bank főszponzor miatt narancssárga-fehér autókba a Renault sárga-kékje került, a Pepe Jeans és Mutua Madrileña mellett további szponzorként megjelent a spanyol Insurance cég is. A Mutua Madrileña 2007-ben a McLarent támogatta, ám miután Alonso elhagyta a csapatot, követte őt.

## A szezon
Hasonlóan a 2007-es idényhez, formahanyatlás volt tapasztalható a csapatnál. Alonso rendszeres pontszerző volt, de a szezon kétharmadáig esélye sem volt még a dobogóra sem feljutni. Ezzel szemben Piquet, aki kezdetben jobbára iesett a futamokon, a német nagydíjon második lett. Szingapúrban aztán Alonso megszerezte a szezonbeli első győzelmét - mint utóbb kiderült, botrányos körülmények között, ugyanis Piquet szándékosan, csapatutasításra csapta a falhoz az autóját, hogy a biztonsági autós fázis Alonsónak kedvezzen. Ez csak a következő évben derült ki. Japánban Alonso ismét győzött, immár tiszta körülmények között, majd Brazíliában második lett. A csapat a konstruktőri negyedik helyen zárta az idényt.

## Teljes Formula–1-es eredménylistája
(Táblázat értelmezése)

(Félkövér: pole-pozícióból indult; dőlt: leggyorsabb kört futott) 

| Év   | Konstruktőr    | Motor      | Gumi | Versenyzői | 1   | 2   | 3   | 4   | 5   | 6   | 7   | 8   | 9   | 10  | 11  | 12  | 13  | 14  | 15  | 16  | 17  | 18  | Pont | WCC |
| ---- | -------------- | ---------- | ---- | ---------- | --- | --- | --- | --- | --- | --- | --- | --- | --- | --- | --- | --- | --- | --- | --- | --- | --- | --- | ---- | --- |
| 2008 | ING Renault F1 | Renault V8 | B    |            | AUS | MAL | BHR | ESP | TUR | MON | CAN | FRA | GBR | GER | HUN | EUR | BEL | ITA | SIN | JPN | CHN | BRA | 80   | 4.  |
| 2008 | ING Renault F1 | Renault V8 | B    | Alonso     | 4   | 8   | 10  | Ki  | 6   | 10  | Ki  | 8   | 6   | 11  | 4   | Ki  | 4   | 4   | 1   | 1   | 4   | 2   | 80   | 4.  |
| 2008 | ING Renault F1 | Renault V8 | B    | Piquet     | Ki  | 11  | Ki  | Ki  | 15  | Ki  | Ki  | 7   | Ki  | 2   | 6   | 11  | Ki  | 10  | Ki  | 4   | 8   | Ki  | 80   | 4.  |

## Külső hivatkozások
- Renault F1 R28 technikai ismertető
- R28 Technikai ismertető